# Barbalha
Barbalha is een gemeente in de Braziliaanse deelstaat Ceará. De gemeente telt 53.011 inwoners (schatting 2009).
De gemeente grenst aan Crato, Juazeiro do Norte, Jardim en Missão Velha.